# Capella (notation musicale)
Pour les articles homonymes, voir capella.
Capella est un logiciel d'édition de partitions musicales, pour Microsoft Windows, développé par la société Capella Software AG de Söhrewald en Allemagne.

## Aperçu
Le logiciel est disponible, outre en allemand (version originale), en français, anglais, néerlandais, finnois, et - avec des versions moins actuelles - en polonais et tchèque. Capella se dit d'avoir 300 000 utilisateurs référencés pour le logiciel de notation, et 120 000 pour le programme Capella scan de OCR de notation musicale. Des milliers de partitions musicales en format Capella sont disponibles sur la toile ou gratuits ou bon marché. Le Livre de cantiques des églises protestantes allemandes a été numérisé avec des logiciels Capella. 
La première version du logiciel est parue en 1992 et il est couramment maintenu avec des versions majeures dans un rythme de deux à trois ans, et des versions de corrections lorsque nécessaire. Les programmeurs principaux sont Hartmut Ring, professeur de mathématiques en retraite (depuis 2011) à l'université de Siegen, depuis 2008 Bernd Jungmann. 
À côté de Capella, il existe une version nommée Capella start avec certaines limites mais à moindre coût, et un Capella reader, gratuit, limité à montrer des partitions à l'écran, à les imprimer et à les faire entendre.

## Fonctions
La saisie de notes peut se faire entièrement par le clavier de l'ordinateur, avec la souris, ou par un clavier musical avec une interface MIDI ; ce dernier ou en pas par pas ou en jouant la musique sur le clavier dans son rythme original. Capella offre export et import de fichiers MIDI et du format générique MusicXML. 
On peut changer entre la vue sur la partition complète et un extrait d'une seule ou plusieurs voix, pour l'édition, présentation, impression et audition. Capella vient avec six polices de notes et symboles musicales pour des styles variés entre Renaissance, Jazz, et Tablature pour guitare. On peut aussi générer une notation des accords par «diagrammes» pour guitare. Des outils manuels permettent de dépasser l'automatisme de placement et forme des notes du programme pour obtenir une plus grande précision de gravure. 
Depuis la version 5, la notation musicale de Capella est stockée dans un format textuel ouvert XML comprimé en ZIP, nommé CapXML, avec extension CAPX. Depuis la version de fichier CapXML 2.0, le format standard des textes est Unicode codé en UTF-8, permettant ainsi d'entrer des paroles dans toutes les langues humaines. 
Capella vient avec une bibliothèque de classes pour étendre le logiciel avec des nouvelles fonctions avec des programmes écrits en Python. La documentation et le format des fichiers et de l'interface de programmation sont disponibles sur le site Web de Capella software AG. Diverses fonctions dans Capella sont réalisées par de tels scripts. Plus d'une centaine de tels scripts sont disponibles gratuitement sur le Web. 
Utilisant ces possibilités d'extension, le programmeur Bernd Jungmann a créé une interface à capella pour des aveugles utilisant un ordinateur par une plage braille ; ces scripts sont disponibles gratuitement sur le Web. On peut imprimer des partitions en Braille utilisant un service de la Deutsche Zentralbücherei für Blinde zu Leipzig (de), la librairie centrale d'Allemagne pour des aveugles à Leipzig.

## Historique
La première version fut publiée en 1992 sous le nom Allegro, à cause d'un conflit de nom avec la version 1.01 le nom changeait à capella (toujours écrit en minuscules), prenant le nom de l'étoile Capella, la plus brillante étoile de la constellation Auriga ou Cocher. Cette première version était écrite pour MS-DOS avec sa propre interface graphique. La dernière version pour DOS, 1.5, apparait en 1993. La version DOS utilisait un format de fichier binaire avec extension ALL, dérivé du nom original Allegro. 
Avec la version 2.0, Capella s'attache à MS Windows 3.1. Le format de fichier change, et prend la nouvelle extension CAP, aussi binaire, mais différente du premier format. Certains informations, par exemple les textes, se perdent dans la conversion de ALL à CAP. 

## Versions
| Version    | Date | Description / changes |
| ---------- | ---- | --- |
| 1.0        | 1992 | Première version, pour MS-DOS: Allegro. Format fichier binaire: ALL |
| 1.01       | 1992 | Première version nommée capella |
| 1.5        | 1993 | Dernière version pour MS-DOS |
| 2.1        | 1994 | Première version stable pour MS-Windows (Windows 3.1). Nouveau format fichier binaire: CAP                                                                                              |
| 2000 (3.0) | 2000 | Réécriture du programme, pour 32 bit. Le format du fichier change à CAP 3. |
| 2002 (4.0) | 2002 | |
| 2004 (5.0) | 2004 | Nouveau format de fichier CapXML basé sur XML, avec extension CAPX. Interface pour scripts écrit en Python. Meilleure sonorité avec captune. Amélioration de l'export graphique         |
| 2008 (6.0) | 2008 | |
| 7.0        | 2010 | Version 2.0 de CapXML. Vue sur la partition complète ou un extrait de une ou plusieurs voix par un simple clic. Extension de l'interface par emploi de scripts.                         |
| 7.1        | 2011 | Amélioration du design, extrait vivant de partition, objets graphiques intelligents, polices (fonts) en unicode ( UTF-8), introduction facilité de nouvelles voix et nouveaux systèmes. |
| 7.1-33     | 2016 | Première version en français |